# The Legend of the Condor Heroes
The Legend of the Condor Heroes (Chinees: 射鵰英雄傳, She Diao Ying Xiong Zhuan) is de Engelse titel van een Chinese wuxia-roman geschreven door Jin Yong.
De roman verscheen voor het eerst in afleveringen tussen 1 januari 1957 en 19 mei 1959 in de Hong Kong Commercial Daily. Jin Yong heeft de roman twee keer herzien, de eerste keer rond 1970 en later rond 2000. Het boek werd opgevolgd door The Return of the Condor Heroes (1959-61) en The Heaven Sword and Dragon Saber (1961-63), die de Condor-trilogie vervolledigen.
Het verhaal is meermaals verfilmd in Hongkong en vormde de basis van negen verschillende televisieseries.